# Провиденский район
Провиде́нский район (чук. Урэлӄуйым район, эским. Уӷрилӄуйым район) — административно-территориальное образование (район) на востоке Чукотского автономного округа России.
В рамках организации местного самоуправления в границах района существует муниципальное образование Провиде́нский городской округ (с 2004 до 2015 гг. — Провиденский муниципальный район).
Административный центр — посёлок городского типа Провидения.

## География
Провиденский район находится на востоке Чукотского автономного округа, бо́льшая его часть расположена в южной части Чукотского полуострова. На севере граничит с Чукотским районом, на западе — с Иультинским районом. С востока омывается водами Берингова моря Тихого океана, с юга — водами Анадырского залива Тихого океана.
Протяжённость береговой полосы в пределах района составляет 850 км, бо́льшая часть которой изрезана скалистыми мысами, глубокими заливами и фьордами.

### Климат
Климат на территории Провиденского района субарктический морской с быстрым нарастанием степени континентальности по мере удаления от побережья. Средние температуры зимой составляют −16ºС; летом +9ºС. Особенностью холодного периода является возможность выпадения жидких осадков и повышения температуры до положительных значений в декабре-феврале.
Максимальные скорости ветра наблюдаются и достигают 40 м/с и более, порывы ветра на большей части территории достигали 50 м/с. Резкое усиление штормовой активности происходит осенью и достигает максимума в ноябре-декабре.
Годовая продолжительность солнечного сияния составляет 1500—1800 часов на северо-востоке полуострова, что составляет от 30—45 % от возможной.
Из-за особенности географического положения района здесь часты туманы. Всего за год в среднем на побережье число дней с туманом колеблется от 30 до 50 дней в юго-восточной части полуострова, значительно уменьшаясь во внутренних районах (до 10—15 дней). В отдельные годы число дней с туманом может возрастать до 100—120.
Годовое количество осадков сильно меняется в зависимости от рельефа местности. На восточном побережье Чукотского полуострова выпадает около 250—350 мм, с удалением от побережья количество осадков уменьшается почти вдвое. Всего за год отмечается 110—150 дней с осадками, причем на долю дней со снегом приходится 55—60 %, дней с дождём — в среднем 30—35 %, смешанные осадки фиксируются в 6—10 % случаев.

### Гидрография
На территории района сильно развита озёрно-речная сеть. Суровый климат и повсеместное распространение вечной мерзлоты обуславливают своеобразный режим рек района — длительный ледостав, резкую сезонность питания и неравномерность стока, быстрые и высокие паводки, промерзание многих рек до дна и широкое развитие наледей. Ледостав продолжается 7—8 месяцев в году. Реки замерзают в сентябре, вскрываются в конце мая — начале июня. Их вскрытие сопровождаются заторами из-за более позднего освобождения рек ото льда в нижнем течении. Благодаря рельефу реки отличаются крутым падением, особенно в верхнем течении, где они имеют горный характер. Нижнее течение рек имеет широкие долины и пойменное течение. Крупные реки: Ёонайвеем, Нунямоваам, Курупка, Энмелен.
Имеется много озёр и болот, которые обычно встречаются вместе. Чаще всего озёра и болота расположены по долинам рек и по побережью морей, а также на плоских водоразделах и пологих склонах. В горах развита сеть моренных озёр. На побережье расположены многочисленные лагунные озёра, которые образовались в результате поднятия берега. Большинство озёр проточные, из них берут начала многие ручьи и реки. Их питание осуществляется за счёт талых и дождевых вод. Грунтовое питание совсем незначительное. Зимой они покрываются слоем льда толщиной 1,5—2 м. Низменные озера часто зарастают и превращаются в трясины.

## История
Провиденский район образован в 1957 году. Ранее территории Провиденского, современного Чукотского и значительная часть Иультинского района входили в состав Чукотского района. В 1957 году его южная часть была выделена в Провиденский район.
Во время проведения коллективизации и политики укрупнения поселений на территории Провиденского района из многочисленных стойбищ было образовано 5 больших национальных сёл.
С 2004 года по 2010 гг. в Провиденский муниципальный район входило 6 муниципальных образований, в том числе 1 городское и 5 сельских поселений. Законом от 20 ноября 2010 года они были частично преобразованы: количество муниципальных образований сократилось до одного городского и трёх сельских поселений.
Законом Чукотского автономного округа от 20 октября 2010 года, сельские поселения Новое Чаплино и Сиреники были упразднены и включены в городское поселение Провидения.
В 2010 по 2015 гг. в Провиденский муниципальный район входило 4 муниципальных образования, в том числе 1 городское и 3 сельских поселения:
| №        | Муниципальное образование 2010—2015 | Административный центр | Количество населённых пунктов | Население (чел.) | Площадь (км²) |
| -------- | ----------------------------------- | ---------------------- | ----------------------------- | ---------------- | ------------- |
| 1e-06    | Городское поселение                 |                        |                               |                  |               |
| 1        | Провидения                          | пгт Провидения         | 3                             | 2814             |               |
| 1.000002 | Сельское поселение                  |                        |                               |                  |               |
| 2        | Нунлигран                           | село Нунлигран         | 1                             | 302              |               |
| 3        | Энмелен                             | село Энмелен           | 1                             | 307              |               |
| 4        | Янракыннот                          | село Янракыннот        | 1                             | 314              |               |

Законом Чукотского автономного округа от 8 июня 2015 года, все муниципальные образования Провиденского муниципального района — городское поселение Провидения и сельские поселения Янракыннот, Нунлигран, Энмелен — были упразднены и объединены в Провиденский городской округ.
Провиденский район как административно-территориальное образование сохраняет свой статус.

## Население
Район
| 1959  | 1970  | 1979  | 1989  | 2002  | 2006  | 2009  |
| ----- | ----- | ----- | ----- | ----- | ----- | ----- |
| 6267  | ↗8728 | ↘8415 | ↗9778 | ↘4660 | ↘4427 | ↘4293 |
| 2010  | 2012  | 2013  | 2014  | 2015  | 2016  | 2017  |
| ↘3923 | ↘3895 | ↘3810 | ↘3771 | ↘3737 | ↘3714 | ↘3689 |
| 2018  | 2019  | 2020  | 2021  | 2023  | 2024  |       |
| ↗3695 | ↘3678 | ↘3550 | ↗3707 | ↘3694 | ↘3657 |       |

Городской округ
| 1959  | 1970  | 1979  | 1989  | 2002  | 2006  | 2009  |
| ----- | ----- | ----- | ----- | ----- | ----- | ----- |
| 6267  | ↗8728 | ↘8415 | ↗9778 | ↘4660 | ↘4427 | ↘4293 |
| 2010  | 2012  | 2013  | 2014  | 2015  | 2016  | 2017  |
| ↘3923 | ↘3895 | ↘3810 | ↘3771 | ↘3737 | ↘3714 | ↘3689 |
| 2018  | 2019  | 2020  | 2021  | 2023  | 2024  |       |
| ↗3695 | ↘3678 | ↘3550 | ↗3707 | ↘3694 | ↘3657 |       |

### Урбанизация
Городское население — в пгт Провидения (2193 жителей, 2024 год) — составляет 59,97 % от всего населения района (городского округа).
Данные по итогам переписей.
|               | 1959 | 1970 | 1979 | 1989 | 2002 | 2010 |
| ------------- | ---- | ---- | ---- | ---- | ---- | ---- |
| Всё население | 6267 | 8728 | 8415 | 9778 | 4660 | 3923 |
| Городское     | 4840 | 6586 | 4643 | 5432 | 2723 | 1970 |
| Сельское      | 1427 | 2142 | 3772 | 4346 | 1937 | 1953 |

### Национальный состав
Чукчи составляют 36,7 % от общей численности населения района; 19,1 % составляют эскимосы-юиты (максимальная концентрация в России).

## Населённые пункты
В район (городской округ) входят 6 населённых пунктов, в том числе 1 посёлок городского типа и 5 сёл
| № | Населённый пункт | Тип  | Население |
| - | ---------------- | ---- | --------- |
| 1 | Провидения       | пгт  | ↘2193     |
| 2 | Новое Чаплино    | село | ↗425      |
| 3 | Нунлигран        | село | ↘295      |
| 4 | Сиреники         | село | ↘325      |
| 5 | Энмелен          | село | ↘281      |
| 6 | Янракыннот       | село | ↘241      |

### Упразднённые населённые пункты
- Кивак, Старое Чаплино

## Органы местного самоуправления
Представительный орган власти — Совет депутатов Провиденского муниципального района, избираемый сроком на 4 года в количестве 15 человек прямым тайным голосованием. Председателем Совета депутатов VI созыва 18 сентября 2016 года избран Сергей Александрович Дацко.
Главой администрации Провиденского городского округа является Сергей Александрович Шестопалов.
В четырёх муниципальных образованиях района избираются представительные органы (Советы депутатов) и Главы поселений, а в сёлах Новое Чаплино и Сиреники местное самоуправление осуществляется через институт Уполномоченных Главы администрации Провиденского городского округа.

## СМИ
Местным органом печати является периодичное издание «Полярник» (выходит как приложение в окружной газете «Крайний Север», ч/б, формат А3).

## Экономика
Основным видом промышленной деятельности в районе является производство и распределение электрической и тепловой энергии, воды, а также обрабатывающее производство.
На территории Провиденского района выявлены месторождения коренного и россыпного золота, коренного серебра, олова, меди, мышьяка, ртути, урана, однако промышленная добыча не осуществляется. Лишь в 1967—1968 гг. было отработано небольшое месторождение россыпного золота.

## Транспорт
Дорожная сеть на территории не развита, имеется автодорога с гравийным покрытием от Провидения до аэропорта длиной 11,5 км и до села Новое Чаплино длиной 18 км. Ходят рейсовые автобусы по маршрутам «Провидения — Аэропорт» и «Провидения — Новое Чаплино». Используются автобусы вахтового типа на шасси Урал-4320. Организация транспортного сообщения осуществляется МБУ "Дорожно-транспортное хозяйство" Провиденского муниципального округа, возглавляемое Бутурлакиным Романом Владимировичем. С остальными населёнными пунктами райцентр связан ежегодно прокладываемыми зимниками и вертолетом. Пассажирское сообщение с окружным центром и внутри района круглогодично осуществляется воздушным транспортом.
Завоз генеральных грузов для обеспечивания всех потребностей района производится в период летней навигации морским транспортом через единственный рейдовый морской порт Провидения.

## Памятники природы
- Водный памятник — «Ключевой», расположенный на берегу Сенявинского пролива. Это теpмоминеральные источники с температурой воды до 80°С, где произрастает уникальная термофильная реликтовая флора.
- Озеро Аччен — водный памятник природы.
- Водно-ботанический памятник природы «Чаплинский» — высокотемпературные минеральные источники с уникальной термофильной pастительностью[43].

Почти вся территория Провиденского района входит в состав природно-этнического парка «Берингия».

## Инфраструктура
В п.г.т. Провидения работает Детско-юношеская спортивная школа, которая включает в себя: 1) спортивный комплекс «Каскад», 2) плавательный бассейн, 3) горнолыжную базу, а также беговые лыжи. Активистами поселка оборудован открытый заливной каток на период зимы, а летом на нём играют в футбол. В поселке имеются баня, районный центр культуры и досуга, дом детского и юношеского творчества, школа, детский сад, районная библиотека и Чукотский северо-восточный техникум.

## Отдых и развлечения
Жители и гости поселка Провидения посещают секции в спортивной школе, кружки Центра культуры и досуга, ДДЮТ, единственный в округе бар. Зимой — рыбалка, упаловка, беговые и горные лыжи, сноуборд.